# Jed York

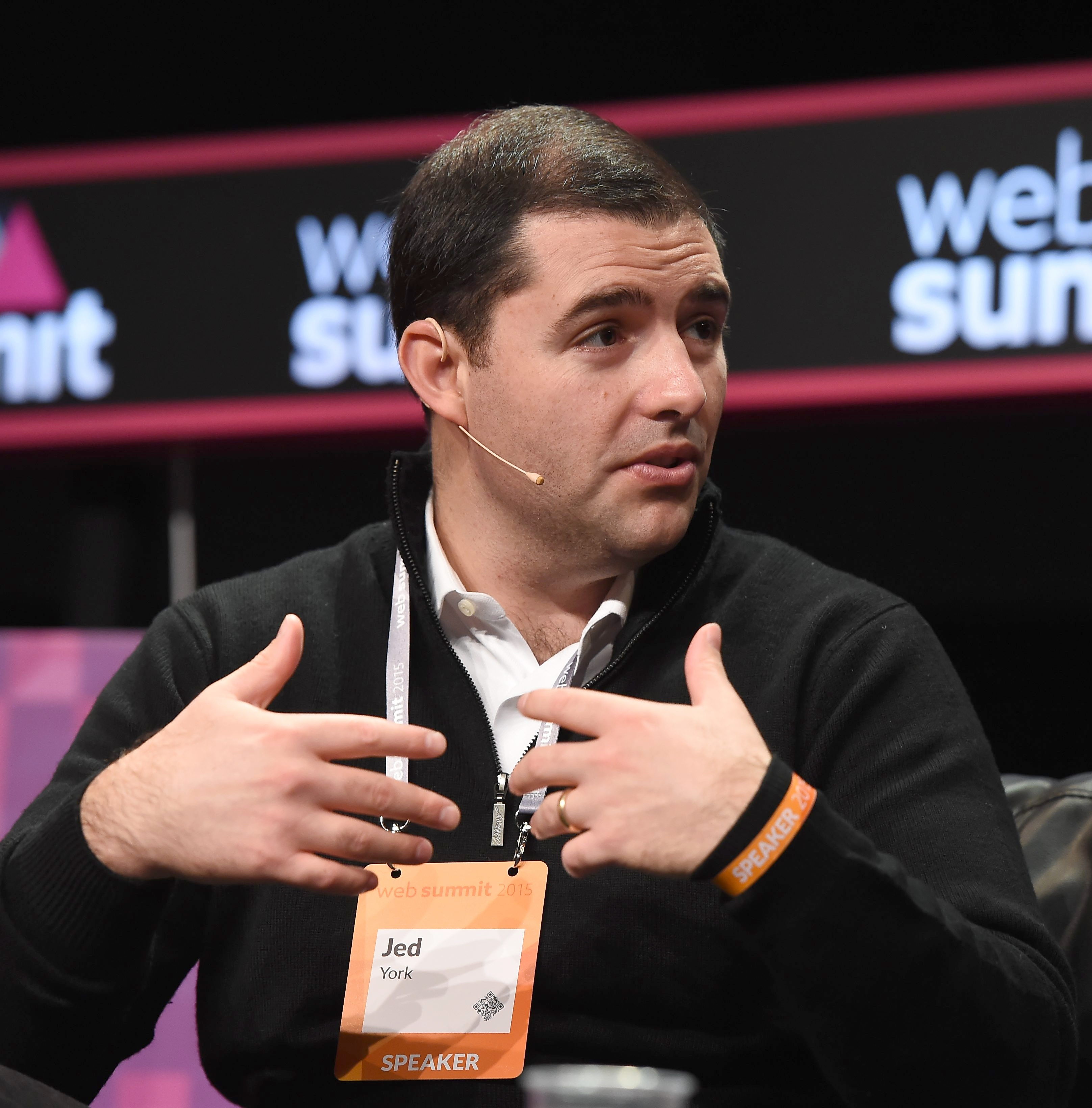
Jed York, 2015

John Edward „Jed“ York (* 9. März 1980 in Youngstown, Ohio) ist ein US-amerikanischer Unternehmer, Mitbesitzer des NFL-Teams San Francisco 49ers und des EFL-Clubs Leeds United.

## Leben
York besuchte in Youngstown die St. Charles Elementary School und die Cardinal Mooney High School. Anschließend studierte er an der University of Notre Dame, die er mit einem Bachelor in Geschichte und Finanzen erfolgreich verließ.
Danach arbeitete York als Analyst bei Guggenheim Partners in deren Niederlassung in New York City. Als er diesen Job beendete, boten ihm seine Eltern, die zu diesem Zeitpunkt Besitzer der San Francisco 49ers waren, an, als Director of Strategic Planning bei dem Footballteam zu arbeiten. Seit dem 28. Dezember 2008 ist York Präsident der San Francisco 49ers.